# Johann Nikolaus Sibeth

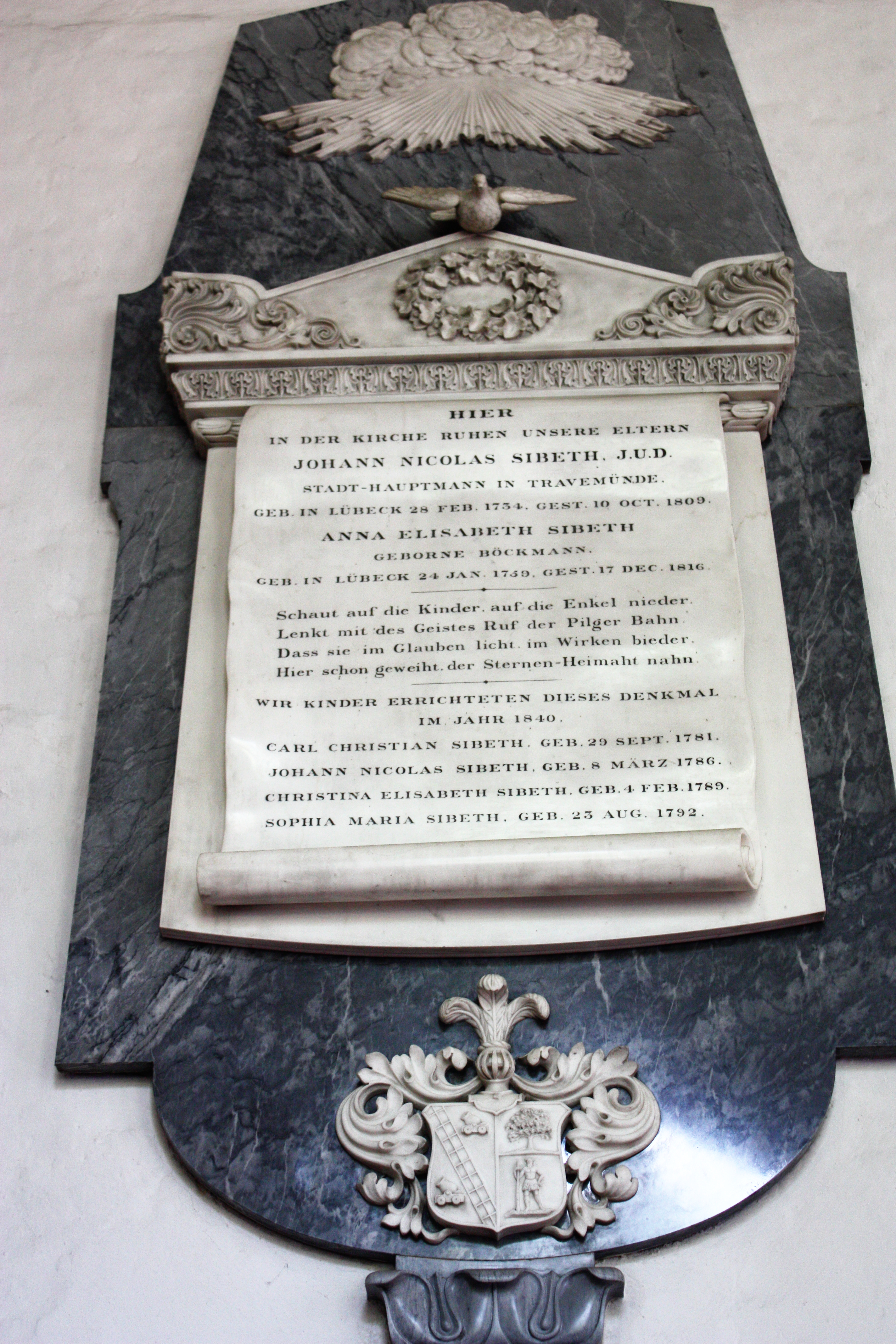
Erinnerungstafel in der Lorenzkirche in Travemünde

Johann Nikolaus Sibeth (* 28. Februar 1734 in Lübeck; † 10. Oktober 1809 ebenda) war Jurist und zeitweilig Ratsherr der Hansestadt Lübeck.

## Leben
Sibeth studierte Rechtswissenschaften 1756 an der Universität Jena und 1758 an der Universität Rostock. Er promovierte zum Dr. jur. 1783 wurde Sibeth in Lübeck zum Ratsherrn gewählt, jedoch wegen Insolvenz 1795 aus dem Rat entlassen. 1798 wurde er Lübecker Stadthauptmann in Travemünde. Während seiner Amtszeit als Stadthauptmann wurde die Seebadeanstalt Travemünde gegründet. Die Sibethstraße in Travemünde wurde 1952 nach ihm benannt.